# Xu Zhiyong

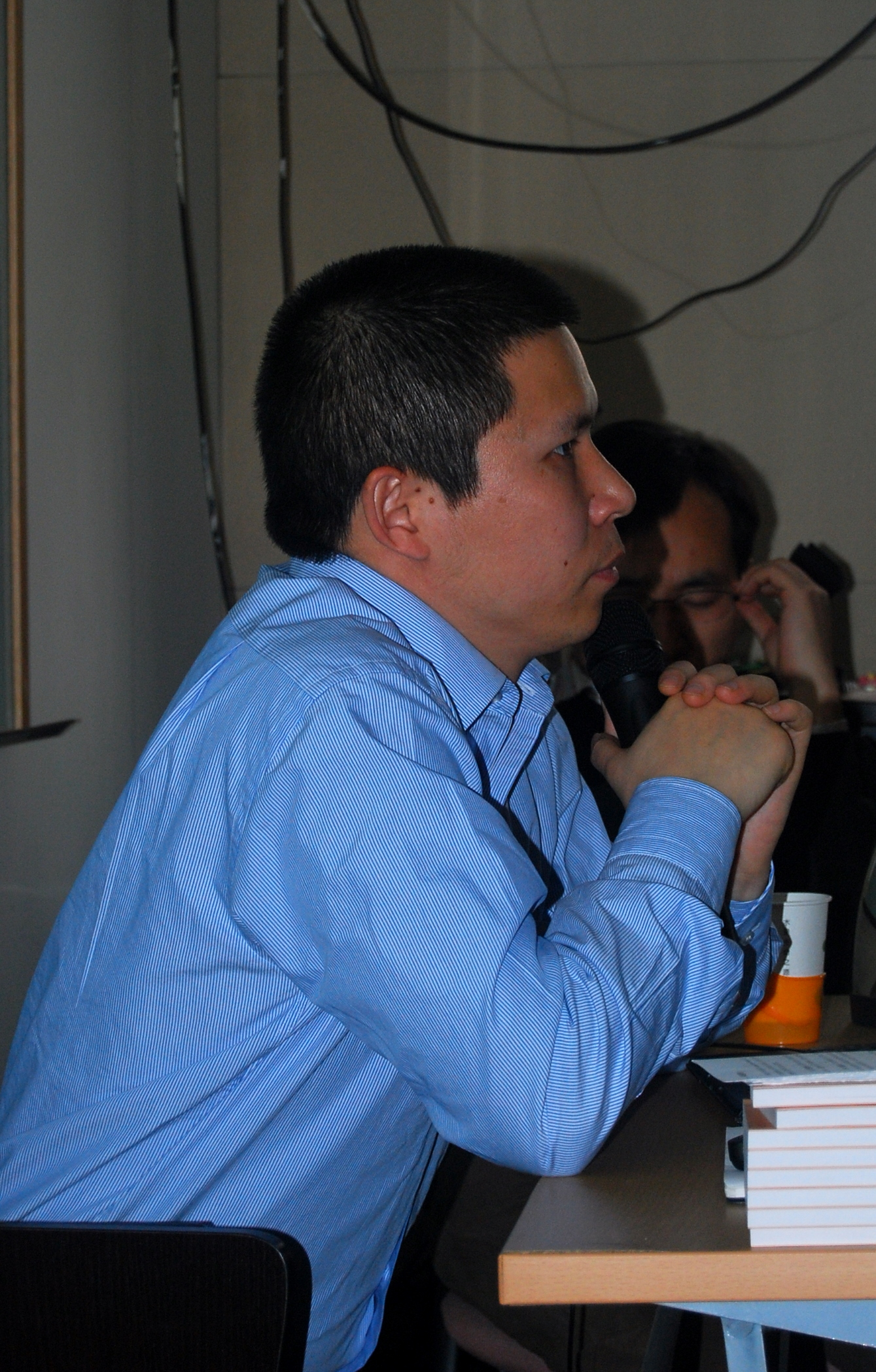
Xu Zhiyong im Jahr 2002

Xu Zhiyong (chinesisch 许志永, Pinyin Xǔ Zhìyǒng; * 1973 im Kreis Minquan, Provinz Henan, Volksrepublik China) ist ein chinesischer Jurist und ehemaliger Dozent an der Universität für Post- und Fernmeldewesen Peking in Peking. Im Ausland ist er durch seine politischen Aktivitäten und die daraus folgenden Verhaftungen bekannt geworden.

## Leben
Xu schloss sein Jurastudium 1994 an der Lanzhou-Universität in Lanzhou, Provinz Gansu, mit dem Grad Bachelor of Laws (LL.B.) ab. Er wurde 2002 im Fach Rechtswissenschaften an der Peking-Universität promoviert.
2003 wurde Xu als Unabhängiger in den Bezirks-Volkskongress des Stadtbezirks Haidian im Pekinger Nordwesten gewählt. Er ist ein aktiver Rechtsanwalt, der unterprivilegierten Menschen seines Landes zu ihrem Recht verhelfen wollte. Nationale Aufmerksamkeit erhielt er durch einen Fall, den er übernahm. Opfer war ein Grafikdesigner, der in Folge von Misshandlungen im Arbeitslager gestorben war.

## Verfolgung durch die Behörden seines Landes
Xu war Mitbegründer der Nichtregierungsorganisation Gongmeng Open Constitution Initiative, die im Juli 2009 zu einer hohen Geldstrafe wegen Steuerhinterziehung verurteilt wurde. Gleichzeitig wurde die Verfassungsinitiative als illegal verboten und wenige Tage später wurden Xu und Zhuang Lu wegen des gleichen Delikts in ihren Wohnungen verhaftet. Im August 2009 wurde er gegen Kaution freigelassen, laut Presseberichten aufgrund einer Intervention des US-amerikanischen Präsidenten Barack Obama.
Im Oktober 2010 teilte der chinesische Anwalt Teng Biao mit, dass Xu und dreizehn weitere Personen am 8. Oktober in einem Pekinger Restaurant verhaftet worden seien und zwar in dem Augenblick, als die Verleihung des Friedensnobelpreises an Liu Xiaobo bekannt wurde.
Im Dezember 2012 berichtete Xu in China Change über einige Fälle von Selbstverbrennung von tibetanischen Mönchen, die 2011 im Nordwesten von Sichuan in Ngaba erfolgt waren.
Am 16. Juli 2013 wurde Xu, der bereits seit einigen Monaten unter Hausarrest stand, erneut verhaftet. Er hatte eine neue Bewegung gegründet, die Neue Bürgerbewegung, die sich auf die Forderungen des KP-Chefs Xi Jinping beruft, der wiederholt die „Durchsetzung der Verfassung“ und den Kampf gegen Korruption gefordert hatte. Eine formelle Anklage erfolgte im Dezember 2013, ihm wurde die „Organisation einer Menschenmenge mit dem Ziel der Störung der öffentlichen Ordnung“ vorgeworfen. Weitere Mitstreiter Xus, darunter auch der Milliardär Wang Gongquan, wurden ebenfalls festgesetzt und vor Gericht gestellt.

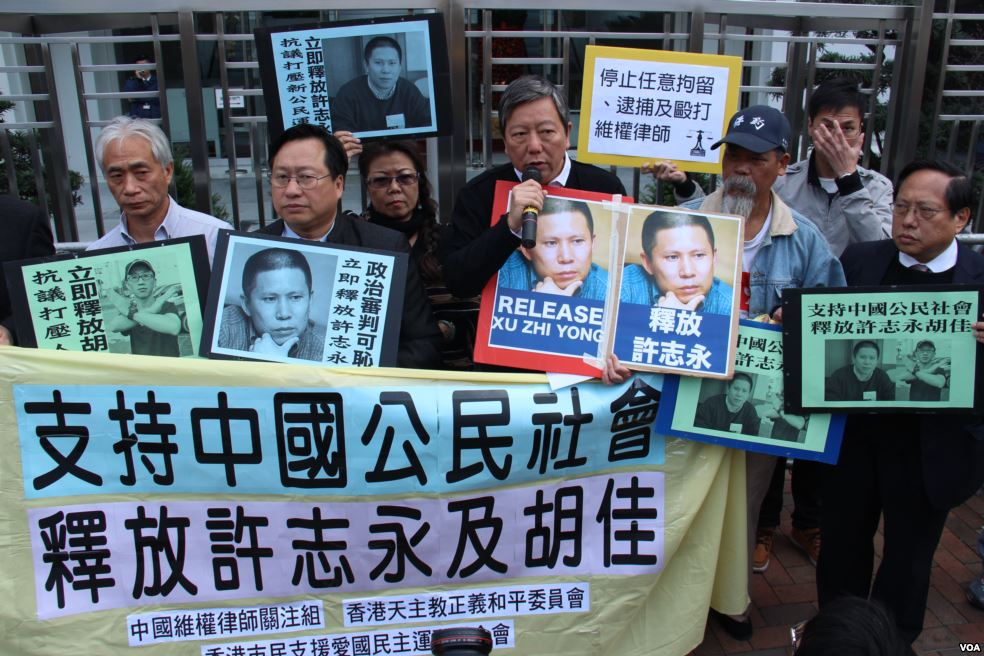
Demonstranten fordern im Rahmen der Proteste in Hongkong 2014 die Freilassung von Xu Zhiyong

Das Verfahren gegen Xu begann am 22. Januar 2014 vor dem Mittleren Volksgericht Nr. 1 in Peking unter Ausschluss der Öffentlichkeit. Nach Angaben seines Anwalts durfte Xu keine eigenen Zeugen benennen, die Verteidigung durfte auch nicht die Zeugen der Anklagen befragen. Am 26. Januar 2014 wurde Xu zu einer vierjährigen Haftstrafe verurteilt. Im April des Jahres bestätigte ein Berufungsgericht die Strafe. Verfahren und Urteilsspruch wurden international kritisiert. Der US-amerikanische Botschafter in China Gary Locke kritisierte das Verfahren als Vergeltungsmaßnahme und forderte die Freilassung von Xu und anderen Bürgerrechtlern. Auch die Europäische Union setzte sich für die Freilassung der Bürgerrechtler ein.
Am 15. Juli 2017, kurz nach dem Tod des Menschenrechtlers und Friedensnobelpreisträgers Liu Xiaobo, wurde Xu aus der Haft entlassen. Er sei nach der Verbüßung seiner vierjährigen Haftstrafe in guter körperlicher Verfassung und wolle nun vor allem Zeit mit seiner Familie verbringen, ließ sein Anwalt Zhang Qingfang mitteilen. Er hoffte, dass Xu nun „völlig frei“ sein werde.
In einem Interview mit dem chinesischen Dienst der BBC im Jahr 2020 äußerte Xu die Ansicht, dass es in China keinen Platz gäbe, um offen über Politik zu diskutieren. Wenn KPCh-Parteimitglieder über Politik diskutierten, würde ihnen Respektlosigkeit vorgeworfen. Das chinesische Volk lebe in einem Zustand politischer Unterdrückung, wirtschaftlicher Kontrolle und ideologischer Versklavung, so Xu in einer separaten Äußerung. Zugleich bekräftigte er, dass er trotz Schikanen, Schwierigkeiten und persönlicher Folter seine Ansichten nicht ändern werde.
Am 22. Juni 2022 wurde Xu Zhiyong in der Provinz Shandong unter Ausschluss der Öffentlichkeit der Prozess gemacht, nachdem er Kritik an Chinas Staatsführung geübt hatte. Der Prozess dauerte nur einen einzigen Tag. Eine Haftstrafe galt als sicher, obschon das Urteil öffentlich nicht verkündet wurde und es Xus Anwalt verboten wurde, sich gegenüber Medien zu äußern. Am 10. April 2023 wurde über einen Tweet, den die Ehefrau des ebenfalls angeklagten und verurteilten Dissidenten Ding Jiaxi veröffentlicht hatte, bekannt, dass Xu zu einer Haftstrafe von 14 Jahren verurteilt worden war.